# 古列尔莫·德尔宾博
古列尔莫·德尔宾博（義大利語：Guglielmo Del Bimbo，1903年10月20日—1973年11月3日），意大利男子赛艇运动员。他曾代表意大利参加1932年和1936年夏季奥林匹克运动会赛艇比赛，获得两枚八人单桨有舵手银牌。